# Скотт Бейн
Скотт Бейн (англ. Scott Bain, нар. 22 листопада 1991, Единбург) — шотландський футболіст, воротар клубу «Селтік» і національної збірної Шотландії.
Чотириразовий чемпіон Шотландії. Триразовий володар Кубка Шотландії. Триразовий володар Кубка шотландської ліги.

## Клубна кар'єра
Народився 22 листопада 1991 року в місті Единбург. Вихованець футбольної школи клубу «Абердин».
У дорослому футболі дебютував 2010 року виступами за команду «Елгін Сіті», в якій того року взяв участь в 11 матчах чемпіонату. 
Згодом з 2010 по 2014 рік грав у складі команд «Абердин» та «Аллоа Атлетік».
Своєю грою за останню команду привернув увагу представників тренерського штабу клубу «Данді», до складу якого приєднався 2014 року. Відіграв за команду з Данді наступні чотири сезони своєї ігрової кар'єри. Більшість часу, проведеного у складі «Данді», був основним голкіпером команди.
Протягом 2018 року захищав кольори клубу «Гіберніан».
До складу клубу «Селтік» приєднався 2018 року. Станом на 1 серпня 2020 року відіграв за команду з Глазго 29 матчів в національному чемпіонаті.

## Виступи за збірну
У 2018 році дебютував в офіційних матчах у складі національної збірної Шотландії.
| Дата      | Місто      | Господарі  | Результат | Гості     | Турнір            | Голи | Примітки |
| --------- | ---------- | ---------- | --------- | --------- | ----------------- | ---- | -------- |
| 3-6-2018  | Мехіко     | Мексика    | 1 – 0     | Шотландія | товариський матч  | -    | 46'      |
| 21-3-2019 | Нур-Султан | Казахстан  | 3 – 0     | Шотландія | Відбір до ЧЄ 2020 | -3   |          |
| 24-3-2019 | Серравалле | Сан-Марино | 0 – 2     | Шотландія | Відбір до ЧЄ 2020 | -    |          |
| Усього    |            | Матчів     | 3         |           | Голів             | -3   |          |

## Титули і досягнення
- Чемпіон Шотландії (7):

«Селтік»: 2017–18, 2018–19, 2019–20, 2021–22, 2022–23, 2023–24, 2024–25
- Володар Кубка Шотландії (5):

«Селтік»: 2017–18, 2018–19, 2019–20, 2022–23, 2023–24
- Володар Кубка шотландської ліги (5):

«Селтік»: 2018–19, 2019–20, 2021–22, 2022–23, 2024–25